# Alf Sjövall
Alf Birger Ossian Nikolaus Sjövall, född 19 april 1905 i Lund, död där 8 januari 1981, var en svensk läkare. Han var son till Birger Sjövall
Sjövall blev medicine licentiat 1932, medicine doktor och docent i patologisk anatomi i Lund 1939, docent i obstetrik och gynekologi 1943, var professor i nämnda ämne 1944–1970, överläkare vid obstetrisk-gynekologiska kliniken på Lunds lasarett 1944–1970. Han var ordförande för Medicinska föreningen i Lund 1944–1948, sekreterare i Lunds Läkaresällskap 1942–1944 (ordförande 1952–1953) och redaktör för Acta obstetricia et gynecologica Scandinavica 1960–1970. Han invaldes som ledamot av Fysiografiska sällskapet i Lund 1944. Han författade skrifter i obstetrik, gynekologi, kirurgi och patologisk anatomi. Alf Sjövall är gravsatt i minneslunden på Norra kyrkogården i Lund.